# Conveni del Consell d'Europa per a la protecció dels infants contra l'explotació i l'abús sexual
El Conveni del Consell d'Europa per a la protecció dels infants contra l'explotació i l'abús sexual és un tractat multilateral del Consell d'Europa on els estats es comprometen a criminalitzar certes formes d'abús sexual contra els nens. És el primer tractat internacional que aborda l'abús sexual infantil que es produeix dins de la llar o la família.

## Contingut
Els estats que ratifiquen el Conveni es comprometen a tipificar com a delicte realitzar activitats sexuals amb nens no hagin assolit l'edat legal per a realitzar aquestes activitats, independentment del context en què es produeixin. També obliga a la criminalització de la prostitució i la pornografia infantil. El Conveni estableix una sèrie de mesures de prevenció, protecció i assistència, incloent-hi la formació i l'educació dels fills, la vigilància dels delinqüents, i la selecció i formació de les persones que treballen professionalment o com a voluntaris amb nens.

## Conclusió i entrada en vigor
El Conveni es va signar el 25 d'octubre de 2007 a Lanzarote (Espanya). Tots els estats membres del Consell d'Europa l'han signat. L'últim estat en signar va ser la República Txeca al juliol de 2014. Va entrar en vigor l'1 de juliol de 2010, després de ser ratificat per cinc estats.

## Estats part
El gener de 2015 el Conveni estava signat per 47 països, i ratificat pels següents 34 països:
- Albània
- Andorra
- Àustria
- Bèlgica
- Bòsnia i Hercegovina
- Bulgària
- Croàcia
- Dinamarca
- Finlàndia
- França
- Geòrgia
- Grècia
- Islàndia
- Itàlia
- Letònia
- Lituània
- Luxemburg
- Macedònia del Nord
- República de Malta
- Moldàvia
- Mònaco
- Montenegro
- Països Baixos
- Portugal
- Romania
- Rússia
- San Marino
- Sèrbia
- Eslovènia
- Espanya
- Suècia
- Suïssa
- Turquia
- Ucraïna

Encara que va ser creat específicament per als estats del Consell d'Europa, el Conveni està obert a l'adhesió de qualsevol estat del món. No obstant això, encara no ha estat signat ni ratificat per cap estat que no pertanyi al Consell d'Europa.